# Arsenio Lupin
Arsene Lupin (en francés: Arsène Lupin pronunciado /aʁsɛn lypɛ̃/) es un personaje de ficción francés creado por Maurice Leblanc. Este caballero ladrón es particularmente conocido por su talento para disfrazarse, maquillarse y asumir múltiples identidades para cometer sus delitos y resuelve casos de criminales. 
El héroe aparece por primera vez en el cuento El arresto de Arsenio Lupin, publicado en la revista Je sais tout en julio de 1905. Su creador, Maurice Leblanc, recoge este cuento en la colección Arsenio  Lupin, caballero ladrón publicada el mismo año. Ante el creciente éxito del personaje entre los lectores, sus andanzas aparecieron desde 1905 hasta la muerte del autor en 1941, en dieciocho novelas, treinta y nueve cuentos y cinco obras de teatro.
Sus muchas aventuras tienen lugar en Francia durante la Belle époque y los locos años veinte, períodos en los que Arsène Lupin sigue el camino del pensamiento de su autor: las simpatías anarquistas de Lupin en las primeras novelas desaparecen en las obras escritas durante la Gran Guerra donde Lupin se vuelve muy patriota. Sobre todo, poco a poco deja de ser un ladrón para convertirse en detective.
Además de deportista y luchador experimentado, tiene un don para los disfraces y muestra sagacidad, habilidades que utiliza para superar cualquier rompecabezas. Además, su lado infantil y encantador, voluntariamente burlón, unido a un personaje torturado y misterioso, lo convirtió en un personaje popular encarnando la figura del caballero ladrón de la Belle Époque.
Su fama en el extranjero le valió tanto adaptaciones cinematográficas estadounidenses como adaptaciones de manga de autores japoneses. Su nombre también está vinculado a la ciudad francesa de Étretat en Normandía, que está en el centro de varias de sus aventuras, entre las que L'Aiguille creuse contribuyó al mito que rodea el sitio. Además de esto, el personaje ha aparecido en numerosas secuelas escritas por otros autores, en películas, y en adaptaciones para televisión, teatro y cómic.
Maurice Leblanc (1864-1941) fue contemporáneo de Arthur Conan Doyle, y la popularidad que alcanzó el personaje de Lupin en Francia puede compararse con la del detective británico Sherlock Holmes en los países anglosajones.
Finalmente, su popularidad permitió la aparición de un neologismo: la lupinología. Este término designa el estudio de las aventuras de Lupin por admiradores de la obra de Maurice Leblanc, como la holmenología.

## Orígenes
El personaje de Lupin apareció por vez primera en una serie de relatos publicados en la revista Je Sais Tout, comenzando en el número 6, el 15 de julio de 1905. 
La serie completa de novelas escritas por Leblanc cuenta con veinte volúmenes, las que deben sumarse las cuatro secuelas autorizadas, escritas por el equipo Boileau-Narcejac (Pierre Boileau y Thomas Narcejac, conocidos escritores de misterio) y también varios pastiches. 
Arsenio Lupin es el descendiente literario del Rocambole de Pierre Alexis Ponson du Terrail. Como él, Lupin es un personaje que opera desde el lado incorrecto de la ley, y sin embargo no es «malvado»; todos aquellos a los que Lupin vence, son, en todo caso, villanos mucho peores que él. Podemos encontrar también similitudes con el personaje de A. J. Raffles, a la vez que anticipa e influye en otros posteriores como El santo.
Es posible que para crear el personaje de Arsenio Lupin, Leblanc se inspirara en la figura del anarquista francés Marius Jacob, cuyo juicio y encarcelamiento fue muy seguido en marzo de 1905. Leblanc también había leído Les 21 jours d'un neurasthénique (1901), de Octave Mirbeau, y había visto la comedia del mismo autor Scrupules (1902), en ambas de las cuales aparece la figura del ladrón de guante blanco.

## Biografía
Arsène Raoul Lupin nació en Blois en 1874, hijo de Henriette d’Andrésy y Teofrasto Lupin. 
Además del derecho y la medicina (con especialización en dermatología), Lupin conoce también los estudios clásicos como el latín y el griego y también la prestidigitación. Su padre fue profesor de boxeo, de savate,  de esgrima y de gimnasia, y fue él quien inició a Lupin en las artes marciales y le presentó a su profesor de jiu-jitsu.
Este Robin Hood moderno, o como dice Sartre este «Cyrano de la pègre» (Cyrano de los bajos fondos), extrae su inteligencia y astucia, su fuerza física, y su compostura del rescate de la inocencia perseguida. Lupin es, por otra parte, un hombre elegante y seductor, muy apreciado por las damas; posee además una ironía sin igual con respecto a sus rivales o los miembros del departamento de policía, sin olvidar su lado más juguetón e infantil, que, sin duda, aseguró el éxito de las novelas entre los lectores. 
Las aventuras de Lupin son un reflejo de la Francia de la Belle Époque. Como sucede con su equivalente británico, ningún enigma escapa de la perspicacia de este héroe, incluso cuando el misterio no ha podido ser resuelto desde épocas anteriores a la revolución y la caída de los reyes de Francia, como podemos ver, por ejemplo, en el caso de La aguja hueca.

## Obras
Además de la serie de novelas originales de Leblanc y sus secuelas, existen numerosas películas y series de televisión en las que aparece, basadas en estas. En su país natal, la más famosa de estas es la serie de televisión protagonizada por Georges Descrières, en los años 60-70, y cuya canción de apertura es interpretada por Jacques Dutronc. 

### Novelas, relatos y piezas teatrales originales
- 1904: Arsenio Lupin, caballero ladrón (publicado primero en la revista Je Sais Tout)
- 1908: Arsène Lupin contra Herlock Sholmes (Arsène Lupin contre Herlock Sholmès)  [sic].
- 1909: Arsène Lupin, obra de teatro en 4 actos, en colaboración con Francis de Croisset.
- 1909: La aguja hueca (L'Aiguille creuse)
- 1910: 813 (publicada en dos volúmenes en: 813 o «La doble vida de Arsène Lupin» y «Los tres crímenes de Arsène Lupin»)
- 1911-1913: Las confidencias de Arséne Lupin (colección de 9 relatos)
- 1911: Una aventura de Arséne Lupin, obra teatral en un acto.
- 1912: El tapón de cristal (Le Bouchon de cristal)
- 1915: El resplandor del obús (L'Éclat d'obus)
- 1917: El triángulo de oro (Le Triangle d'or)
- 1919: La isla de los treinta ataúdes  (L’Île aux trente cercueils)
- 1920: Los dientes del tigre (Les Dents du tigre)
- 1920: El retorno de Arséène Lupin, obra de teatro en un acto.
- 1923: Las ocho campanadas del reloj (8 relatos) (Les Huit Coups de l'horloge)
- 1924: La condesa de Cagliostro (La Comtesse de Cagliostro)
- 1927: La señorita de los ojos verdes (La Demoiselle aux yeux verts)
- 1927: El hombre de la piel de cabra (L'Homme à la peau de bique)
- 1928: La agencia Barnett y Cia. (8 relatos) (L'Agence Barnett et Cie.)
- 1928: La mansión misteriosa (La Demeure mystérieuse)
- 1930: La Barre y va (La Barre-y-va)
- 1930: El cabujón esmeralda (relato)  (Le Cabochon d'émeraude)
- 1932: La dama de las dos sonrisas (La Femme aux deux sourires)
- 1934: Víctor, de la brigada mundana  (Víctor de la Brigada mondaine)
- 1935: La Cagliostro se venga (La Cagliostro se venge)
- 1941: Los millones de Arsène Lupin (póstuma e inacabada) (Les Milliards d'Arsène Lupin)

### Novelas, relatos y ensayos de otros autores
- De Caroline y Didier CAYOL
  - Les Lupins de Vincent (novela, 2006)

- De Boileau-Narcejac
  - Le Secret d’Eunerville
  - La Poudrière
  - Le Second Visage d’Arsène Lupin
  - La Justice d’Arsène Lupin
  - Le Serment d’Arsène Lupin
  - L’Affaire Oliveira

## Adaptaciones

### Videojuegos
- Persona 5. Es el primer Persona que aparece en el videojuego y el que más interactúa con el protagonista.
- Code:Realize. Aparece como protagonista en el anime y videojuego para PS3-PS4.
- Otogi Spirit Agents es una de las cartas de personajes. Aparece como tipo Divina de los tres posibles (Divina, Anima o Espíritu). Su rango es 5*, el mOtogi Spirit Agentsás alto.
- En el juego para móviles Shōjo Kageki Revue Starlight Re:Live (basado en la franquicia de Shōjo Kageki Revue Starlight) puede conseguirse un personaje raro basado en Arséne Lupin.
- En el juego Sherlock Holmes vs Arsenio Lupin (Sherlock Holmes Nemesis en América) aparece como el villano principal, dirigiendo la trama mientras el detective lo intenta atrapar en varias escenas de robo.

### Manga
- Lupin III es una serie manga creada e ilustrada por Kazuhiko Katō (Monkey Punch) y publicada por la revista japonesa Weekly Manga Action por primera vez el 10 de agosto de 1967. La historia relata las aventuras de una banda de ladrones liderada por Arséne Lupin III, el nieto de Arséne Lupin. Se llegaron a publicar un total de 12 volúmenes manga. También se ha adaptado la historia en 6 películas, 5 series de anime, varios especiales para la televisión, un musical, varias OVAs, CD de música y múltiples videojuegos. Asimismo, WhiteLight Entertainment, una empresa de producción, propiedad de Gerald R. Molen, compró los derechos teatrales de la serie en 2003.
- Hace una aparición rápida en el Episodio 3 de Soul Eater (representado de manera algo burda).

- En el manga y anime Hidan no Aria (Aria the Scarlet Ammo), Mine Lupin Riko, la cuarta en línea genealógica de Arsenio Lupin, aparece como un personaje principal.

- En el anime de Hyouka, en el segundo ending, Hōtarō Oreki se disfraza de Arséne Lupin y Satoshi Fukube de James Moriarty, mientras que Eru Chitanda de Sherlock Holmes y Mayaka Ibara de Hercule Poirot. Ellas intentan atraparlos mientras ellos huyen.

- En la serie tokusatsu Kaitō Sentai Lupinranger VS Keisatsu Sentai Patranger los villanos roban la colección secreta de Arséne Lupin y el equipo protagonista de ladrones, los Lupiranger, debe recuperarla; teniendo así Arséne una gran importancia en la trama.

- En el manga Kaguya-sama wa Kokurasetai: Tensai-tachi no Ren'ai Zunōsen el protagonista, Shirogane Miyuki, se disfraza de Arséne Lupin durante el festival cultural e idea un misterio para distraer a Fujiwara Chika y poder llevar a cabo su plan.
- También aparece en la saga de libros juveniles Sherlock, Lupin y yo, que trata de Arséne Lupin y Sherlock Holmes de niños formando un trío con una chica llamada Irene Adler (libros 1-13).
- En la serie Bungō Stray Dogs, es el nombre de un bar donde se reúnen Ango, Dazai y Sakunosuke para conversar y beber. Está inspirado en el real, situado en Japón, 〒104-0061 Tokyo, Chuo City, Ginza, 5 Chome−5−11 塚本不動産ビル 地下.

### Series de televisión
Lupin es una serie de televisión francesa de aventura, comedia y fantasía creada por George Kay y François Uzan, estrenada en Netflix el 8 de enero de 2021. La serie, dividida en tres partes, consta de 17 episodios, e incluye a Omar Sy en el papel de Assane Diop, un personaje del siglo XXI inspirado en las aventuras ficticias del ladrón de guante blanco Arsène Lupin, personaje creado por Maurice Leblanc.